# کوشه سفلی (خوسف)
کوشه سفلی یک روستا در ایران است که در شهرستان خوسف واقع شده‌است. کوشه سفلی ۸۸ نفر جمعیت دارد.